# Mummia della Caverna dello Spirito

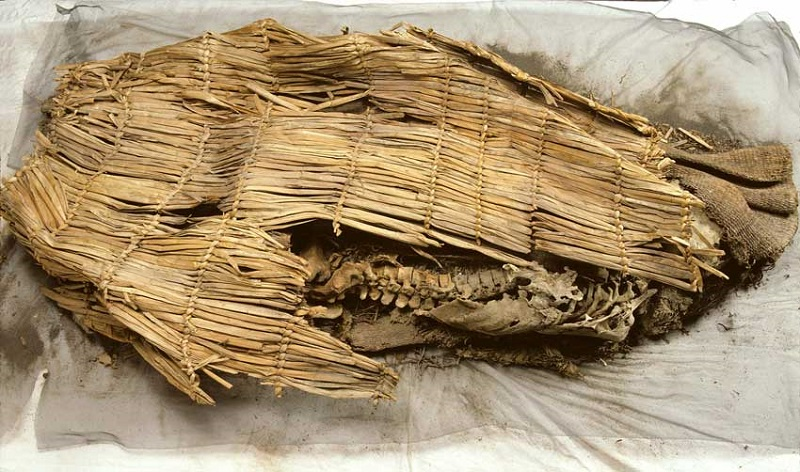
I resti della mummia della Caverna dello Spirito parzialmente coperti da stuoie

La mummia della Caverna dello Spirito è un reperto antropologico scoperto nel 1940 all'interno della Caverna dello Spirito, una grotta naturale situata in Nevada nella regione del Gran Bacino.
Il corpo, di sesso maschile e denominato Spirit Cave Man ("uomo della Caverna dello Spirito") è in parte mummificato, coperto con stuoie finemente tessute e mocassini realizzati con pelli di tre animali diversi e lavorati in modo ricercato. All'epoca del ritrovamento gli fu attribuita un'età di 2000 anni, ma nel 1996 una successiva rivalutazione con l'analisi del carbonio-14 portò a una stima di 9400 anni. Ulteriori analisi condotte da Douglas W. Owsley per conto della Smithsonian Institution, hanno portato infine a una stima di 10630 anni.
Lo studio del cranio eseguito dalla Smithsonian Institution e dall'Università del Tennessee rivela un'origine europoide di tipo caucasico. A fianco dell'uomo furono rinvenuti i resti di un altro essere umano di sesso femminile morto a un'età stimata di 14 anni.
Negli anni successivi furono rinvenuti ulteriori resti considerati di tipo europoide-caucasico, come l'Uomo di Kennewick (9600 anni, che si scoprì poi essere di origine nativa americana - mancano fonti) nello Stato di Washington e la Donna di Peñon (13000 anni, di cui è stata provata l'origine asiatica - mancano fonti) in Messico, le mummie dei Paracas e quelle dei Chachapoyas in America Meridionale.
Questi ritrovamenti hanno dato origine ad alcune nuove teorie su una migrazione di origine europea risalente a 15000-20000 anni fa poi soppiantata, anche con metodi violenti (vedi ad esempio resti del massacro dei Si-Te-Cah ritrovati nella Cava di Lovelock vicino a Lovelock in Nevada) dalle invasioni mongoliche giunte dalla Siberia; similmente a ciò che accadde agli Ainu (a cui si attribuisce un'altra teoria colonizzatrice non mongolica dell'America) in Giappone.

## Implicazioni politico-sociali
Già la cultura Clovis e l'ipotesi Solutreana, ipotizzando la prima colonizzazione dell'America da parte di popoli europei (con la presenza dell'aplogruppo X tra gli amerindi), avevano messo in crisi la pretesa degli attuali "nativi" indiani di esser stati i primi e soli colonizzatori dell'America. Il ritrovamento successivo di mummie e scheletri con chiare caratteristiche europoidi li sconfessò scientificamente. Ma, avvalendosi della legge "Native American Graves Protection and Repatriation Act", creata per altri motivi, i nativi cominciarono a pretendere la restituzione di tali resti i quali, per datazione e fisionomia non amerindo o mongoloide, non sono correlati a loro.
Decine di scheletri e mummie paleoamericane di chiare caratteristiche non amerinde o mongoloidi ma europoidi-caucasiche, furono così definitivamente sottratte allo studio scientifico per stabilire i primi abitatori dell'America a causa di tale legge che ostacola l'attuale corso della ricerca storico-antropologica della preistoria americana.